# Adam Hall
Adam Hall, född 14 augusti 1980, är en amerikansk professionell ishockeyspelare som spelar för Tampa Bay Lightning i NHL. Han har tidigare representerat Carolina Hurricanes, Pittsburgh Penguins, Minnesota Wild, New York Rangers och Nashville Predators.
Hall draftades i andra rundan i 1999 års draft av Nashville Predators som 52:a spelare totalt.